# 28883 Kouveliotou
28883 Kouveliotou è un asteroide della fascia principale. Scoperto nel 2000, presenta un'orbita caratterizzata da un semiasse maggiore pari a 2,613883 UA e da un'eccentricità di 0,057019, inclinata di 5,232232° rispetto all'eclittica.